# Seen It All: The Autobiography
Seen It All: The Autobiography – siódmy studyjny album amerykańskiego rapera Younga Jeezy’ego, którego premiera odbyła się 2 września 2014 r. Płyta ukazała się nakładem dwóch wytwórni Def Jam Recordings i CTE World.
Projekt był promowany singlami: "Me OK" i "Seen It All". Gościnnie wystąpili Jay-Z, Rick Ross, Game, Lil Boosie, czy Akon.

## Lista utworów
1. "1/4 Block" - 3:21
2. "What You Say" - 3:33
3. "Enough" - 3:54
4. "Holy Ghost" - 4:41
5. "Me OK" - 4:47
6. "Been Getting Money" (featuring Akon) - 3:37
7. "Seen It All" (featuring Jay-Z) - 3:27
8. "Win Is a Win" - 1:39
9. "Beautiful" (featuring Game & Rick Ross) - 5:42
10. "Beez Like" (featuring Lil Boosie) - 4:31
11. "No Tears" (featuring Future) - 4:24
12. "How I Did It (Perfection)" - 3:30